# Herzogtum Wohlau

Wappen von Wohlau

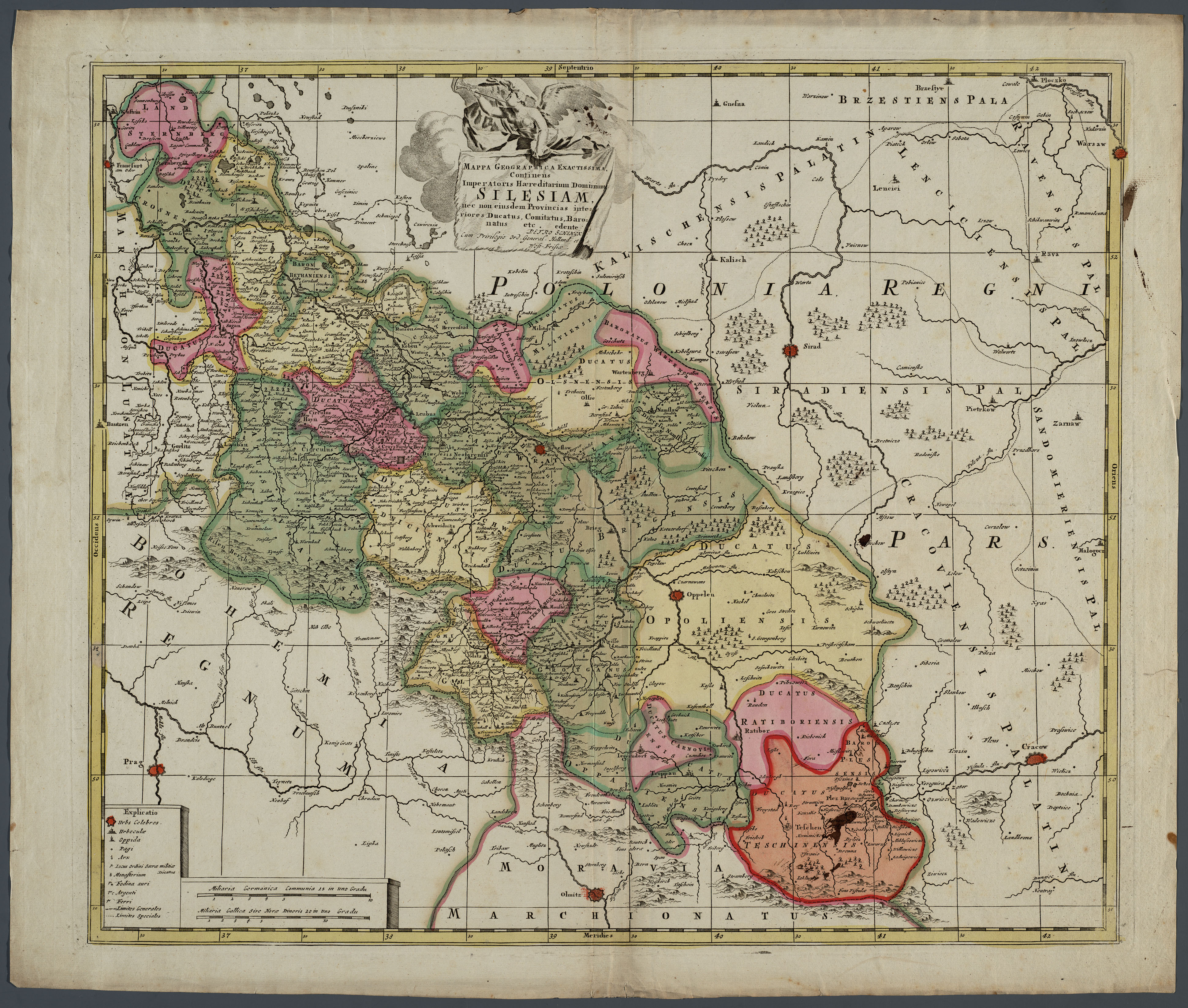
Herzogtum Wohlau (Ducatus Wolanus), Schlesienkarte von Petrus Schenk, 1710

Das Herzogtum Wohlau (tschechisch Volovské knížectví; polnisch Księstwo wołowskie) entstand 1413 im Heiligen Römischen Reich als Teilfürstentum des Herzogtums Oels. Bis 1498 und 1523–1675 wurde es von den Schlesischen Piasten regiert, 1498–1517 von den Herzögen von Münsterberg-Oels, die dem böhmischen Adelsgeschlecht Podiebrad entstammten. Sie verkauften es 1517 dem Bergbauunternehmer Johann Thurzo, von dem es 1523 der Liegnitzer Herzog Friedrich II. erwarb. Es diente zeitweise als Witwensitz. Letzter Herzog von Wohlau war Georg Wilhelm, mit dem der Zweig der Schlesischen Piasten 1675 erlosch. Danach fiel es als erledigtes Lehen durch Heimfall an die Krone Böhmen. Nach dem Ersten Schlesischen Krieg gelangte es 1742 an Preußen. Residenzort der jeweiligen Herzöge bzw. der sie vertretenden Landeshauptleute war die gleichnamige Stadt Wohlau (heute Wołów in der Woiwodschaft Niederschlesien in Polen).

## Geschichte
Das Gebiet von Wohlau gehörte nach der Teilung des Herzogtums Breslau bis 1312 zum Herzogtum Glogau und danach zum Herzogtum Oels. Zusammen mit diesem wurde es 1329 als ein Lehen der Krone Böhmen unterstellt. 1412/13 wurde Wohlau für die Witwe Jutta/Gutha († 1416/19) des Herzogs Konrad III. als deren Leibgedinge aus dem Herzogtum Oels ausgegliedert. Nach dem Erlöschen der Oelser Linie des Glogauer Zweigs der Schlesischen Piasten mit Konrad X. „dem jungen Weißen“ 1492 fiel Wohlau zusammen mit Oels zunächst als erledigtes Lehen an die Krone Böhmen. 1495 wurde das Herzogtum Oels mit Wohlau vom böhmischen König Vladislav II. als erbliches Lehen an Heinrich d. Ä. von Münsterberg, einen Sohn des böhmischen Königs Georg von Podiebrad, übertragen.
Nach Heinrichs Tod 1498 gewährten dessen Söhne Albrecht I. († 1511), Georg I. († 1501) und Karl I. († 1536) Wohlau ihrem Schwiegervater Johann II. von Sagan zur lebenslangen Nutznießung. Nach dessen Tod 1517 verkaufte Karl I. von Münsterberg Wohlau an den Bergbauunternehmer Johann Thurzo. Von diesem erwarb es 1523 der Liegnitzer Herzog Friedrich II., dem auch Brieg gehörte. Nachfolgend wurde Wohlau mit Liegnitz-Brieg verbunden und diente zeitweise wiederum als Wittum der Herzogswitwen.

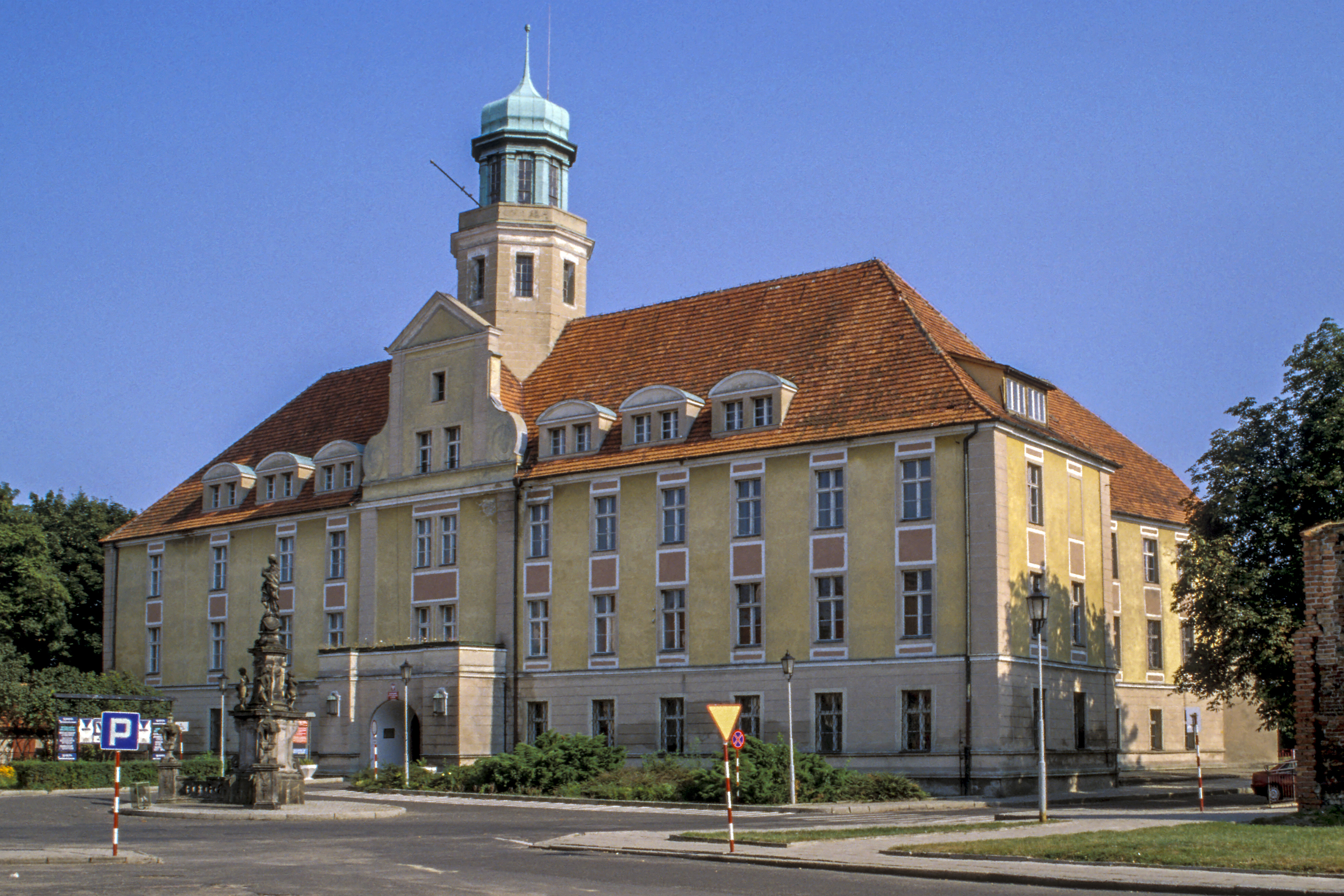
Schloss Wohlau

Von 1653 bis 1664 war Wohlau wieder ein selbständiges Teilfürstentum. Letzter Herzog von Liegnitz, Brieg und Wohlau war Georg Wilhelm, mit dem der Zweig der Schlesischen Piasten 1675 erlosch. Seine Herzogtümer sowie Ohlau, das seiner Mutter bis 1675 als Wittum zustand, fielen wiederum als erledigte Lehen an die Krone Böhmen, dessen Landesherren ab 1526 die Habsburgern waren. Nachfolgend wurden sie als Erbfürstentümer von einem vom Kaiser in seiner Eigenschaft als König von Böhmen eingesetzten Landeshauptmann verwaltet. Er amtierte als Statthalter und residierte auf dem Schloss Liegnitz. In den seit der Reformation evangelischen Fürstentümern erfolgten durch die kaiserliche Regierung gegenreformatorische Maßnahmen.
Aufgrund eines Vertrages aus dem Jahr 1537 erhob Preußen ab 1681 Erbansprüche auf die Fürstentümer Liegnitz, Brieg und Wohlau. Diese Forderung war letztlich einer der Gründe für den Ausbruch des Ersten Schlesischen Kriegs, nach dem fast ganz Schlesien 1742 an Preußen fiel. 1807 wurden die noch verbliebenen schlesischen Erbfürstentümer im Rahmen der preußischen Verwaltungsreformen aufgelöst.

## Herzöge von Wohlau
- 1495–1498 Heinrich d. Ä. von Münsterberg
- 1498–1536 Karl I. von Münsterberg, gemeinsam mit
  - 1498–1501 Georg I.
  - 1498–1511 Albrecht I.
- 1523–1547 Friedrich II., Herzog von Brieg und Wohlau
- 1547–1586 Georg II., Herzog von Brieg und Wohlau
- 1586–1592 Johann Georg, Herzog von Wohlau
- 1592–1602 Joachim Friedrich, Herzog von Liegnitz, Brieg und Wohlau
- 1602–1653 Georg Rudolf, Herzog von Liegnitz und Wohlau
- 1653–1672 Christian, Herzog von Liegnitz, Brieg, Ohlau und Wohlau
- 1672–1675 Georg Wilhelm I. Herzog von Liegnitz, Brieg und Wohlau
- 1675–1742 der jeweilige König von Böhmen
- 1742–1807 der jeweilige König von Preußen